# William Unger
Ne doit pas être confondu avec Wilhelm Unger.
Pour les articles homonymes, voir Unger.

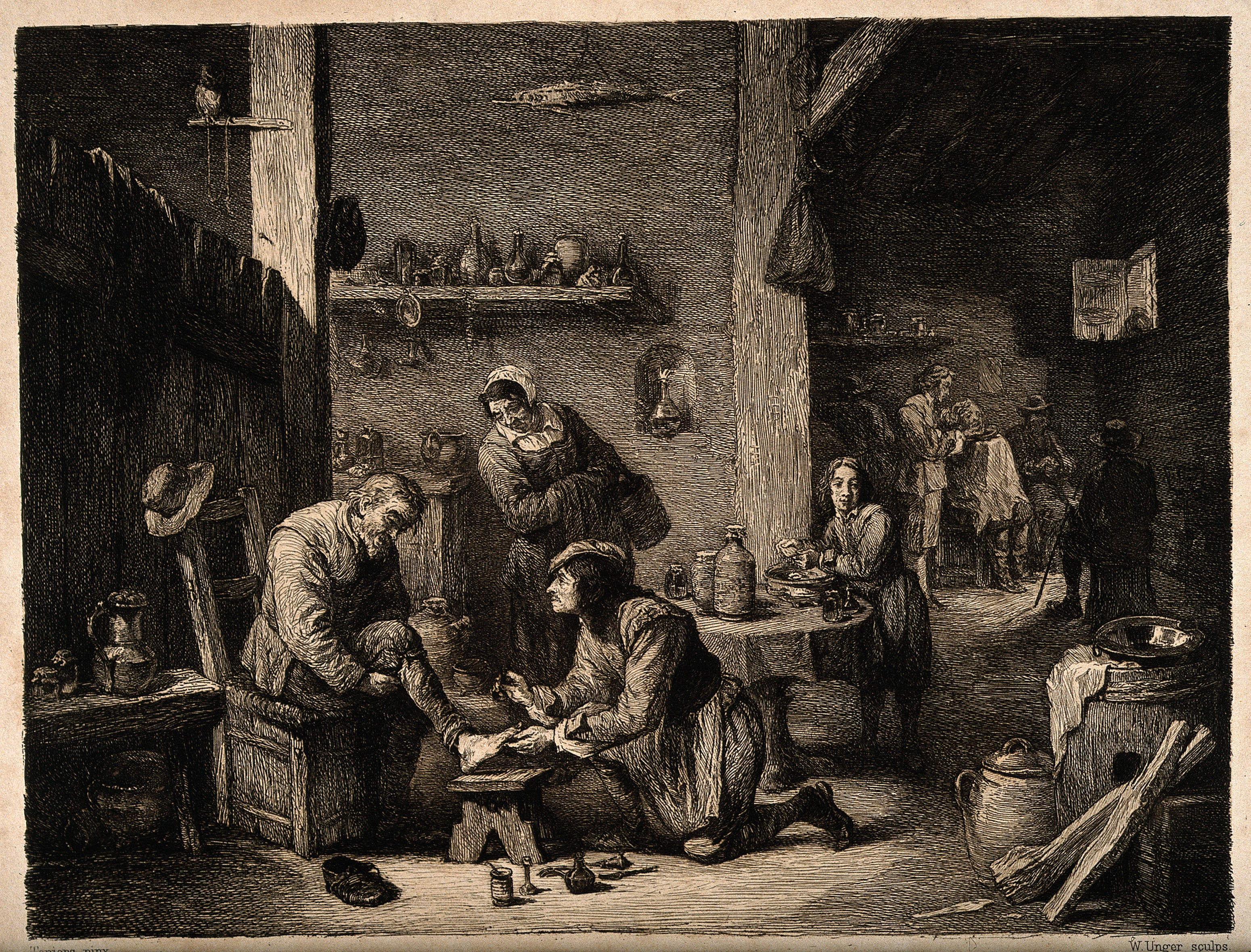
Ein Landarzt untersucht den Fuß eines alten Mannes, Stich nach einem Gemälde von David Teniers le Jeune

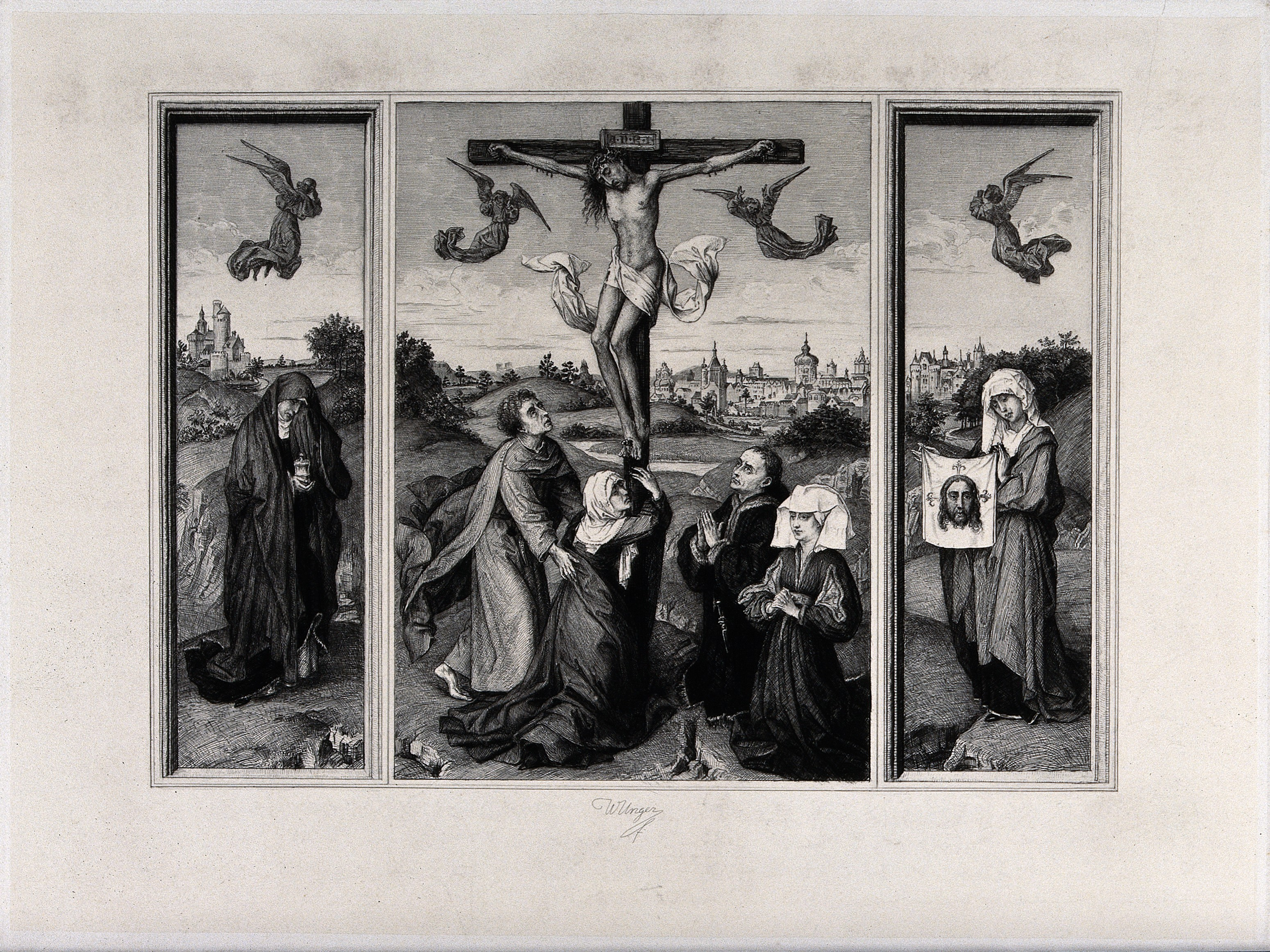
Die Kreuzigung und Beweinung Christi durch die drei Marien, Stich nach einem Triptychon von Rogier van der Weyden

William Unger ou Wilhelm Unger, né le 11 septembre 1837 à Hanovre et mort le 3 mars 1932 à Innsbruck, est un peintre, aquarelliste et graveur allemand.

## Biographie
William Unger naît le 11 septembre 1837 à Hanovre. Il est le fils de l'avocat et historien de l'art Friedrich Wilhelm Unger et le frère de la peintre Johanna Unger (de).
Lorsqu'il est encore enfant, la famille déménage à Göttingen. Comme sa sœur aînée Johanna, qui dirige plus tard une école de peinture pour dames à Munich, le jeune William a également un talent artistique. Déjà pendant ses études, il s'essaye à la gravure.
En 1854, il est l'élève de Joseph von Keller à Düsseldorf. Il continue ses études à Leipzig. À partir du 3 novembre 1858 il étudie à l'Académie royale des Beaux-Arts de Munich avec Julius Thaeter (de). 
En 1859, il retourne pour la première fois à Göttingen. Son père décide alors de financer une nouvelle période d'études à Düsseldorf. Cette période, de 1860 à 1863, est marquée par les déceptions, l'auto-mutilation et les difficultés matérielles. Un apprentissage, qu'il commence chez le graveur de Düsseldorf Franz Paul Massau (de), ne l'amène pas plus loin. Le travail échoue et le sentiment qu'il doit encore être un fardeau pour son père le tourmente. Des moments plus lumineux à l'association d'artistes Malkasten n'apportent que quelques interruptions à son humeur morose. Finalement, il tombe malade. La prise en charge par sa sœur Johanna lui permet de retourner chez ses parents après des semaines difficiles.
Après cette phase de dépression, il se rend à Cassel, Dresde, Vienne et Venise. Vers 1863, Unger arrive à Leipzig pour chercher des contrats avec les maisons d'édition de la ville. L'ouvrage de E. A. Seemann, Zeitschrift für bildende Kunst, publié à partir de 1866, dure plusieurs années. Il publie lui-même des albums avec des reproductions d'œuvres de peinture célèbres, entre autres des galeries d'art de Brunswick et de Cassel.
Unger se marie en janvier 1870. En 1871, le grand-duc de Saxe-Weimar le nomme professeur à l'École des beaux-arts de Weimar.
Il passe la période de l'automne 1871 au printemps 1872 et de 1874 à 1877 dans les galeries de Hollande. Plus tard, il s'installe à Vienne, où il devient en 1881 directeur de l'Université des arts appliqués de Vienne en 1881.
En 1884, il est élu membre de l'Académie suédoise des arts. En 1894, il est nommé professeur à l'Académie des Beaux-Arts de Vienne. En 1928, William Ungers publie l'autobiographie Aus meinem Leben.
Son fils Arthur (à ne pas confondre avec Arthur Wilhelm Unger (de)) devient également graveur. 
Il est connu pour être l'un des principaux interprètes des gravures de Rembrandt du XIXe siècle, et les toiles anciennes des musées européens.
Il est médaillé à Vienne en 1888 et à Berlin en 1891 et médaillé de 3e classe en 1878 à Paris.
Il meurt le 3 mars 1932 à Innsbruck.

## Publication
- William Unger: Aus meinem Leben. Gesellschaft für vervielfältigende Kunst, Vienne 1929.